# Bendel Insurance FC
Bendel Insurance Football Club znany też jako Insurance of Benin Football Club to nigeryjski klub piłkarski, grający w pierwszej lidze, mający siedzibę w mieście Benin. Największe sukcesy klub odnosił w latach 70., gdy dwukrotnie był mistrzem kraju. Domowe mecze rozgrywa na stadionie Samuel Ogbemudia Stadium, który może pomieścić 20 tysięcy widzów.

## Sukcesy
- Mistrzostwo Nigerii: 1973, 1979
- Puchar Nigerii: 1972, 1978, 1980
- Finalista Pucharu Nigerii: 1981, 2006
- Puchar CAF: 1994

## Znani byli zawodnicy
- Julius Aghahowa
- Justice Christopher
- Augustine Eguavoen
- Emeka Ifejiagwa
- Pius Ikedia
- Benedict Iroha
- Peter Odemwingie
- Thompson Oliha
- Wilson Oruma
- Ifeanyi Udeze